# Hard to Kill (2020)
Impact Hard to Kill est un pay-per-view de catch professionnel organisé par la fédération de catch Impact Wrestling, anciennement Total Nonstop Action Wrestling. Il se déroule le 12 janvier 2020 à Dallas, Texas, USA,.
Neuf matches sont disputés au cours de ce spectacle, l'événement principal est un match intersexe pour le championnat mondial de Impact opposant Sami Callihan à Tessa Blanchard, cette dernière remporte le match et devient la première femme de l'histoire de Impact à remporter ce titre.

## Production

### Mise en place
Lors du pay-per-view Bound for Glory d'octobre 2019, Impact Wrestling annonce que Hard To Kill aurait lieu en janvier 2020, mais aucune date ou lieu précis n'est annoncée. En novembre, Impact Wrestling annonce que Hard to Kill prendrait place le 12 janvier 2020 à Dallas, Texas,.

### Contexte
L'événement présente des matchs de catch professionnel impliquant différents lutteurs issus de querelles et de scénarios préexistants. Les catcheurs incarnent des méchants, des héros ou des personnages moins reconnaissables dans des événements scénarisés qui font monter la tension et culminent dans un match ou une série de matchs de catch.
Rich Swann doit à l'origine combattre aux côtés de Willie Mack pour les titres par équipe de Impact mais il se blesse deux jours avant à The Bash at the Bewery 2, les médecins ne l'autorisèrent pas à combattre étant donné que Swann souffrait d'une blessure à la cheville. Brian Cage souffre également d'une blessure , il se blesse au biceps avant le show ce qui mena à un segment lors de la soirée avec Rob Van Dam, Cage affronte Rob Van Dam mais rapidement le match est arrêté, Rob Van Dam déclaré vainqueur, et un autre segment mis en place entre Rob Van Dam et Daga ce qui mène à un autre match opposant Van Dam à Daga.

## Résultats
| No.                                                          | Résultats                                                               | Stipulations                                                | Temps |
| ------------------------------------------------------------ | ----------------------------------------------------------------------- | ----------------------------------------------------------- | ----- |
| 1                                                            | Ken Shamrock bat Madman Fulton (avec les frères Crist) par soumission   | Match simple                                                | 9:19  |
| 2                                                            | Ace Austin (c) bat Trey                                                 | Match simple pour le Impact X Division Championship         | 12:55 |
| 3                                                            | Taya Valkyrie (c) (avec John E. Bravo) bat Jordynne Grace et ODB        | Three-way match pour le Impact Knockouts Championship       | 11:37 |
| 4                                                            | Brian Cage vs. Rob Van Dam (avec Katie Forbes) se termine en no contest | Match simple                                                | N/A   |
| 5                                                            | Rob Van Dam (avec Katie Forbes) bat Daga                                | Match simple                                                | 4:11  |
| 6                                                            | Eddie Edwards bat Michael Elgin                                         | Match simple pour le Edwards' Call Your Shot Trophy         | 19:53 |
| 7                                                            | Moose bat Rhino                                                         | No Disqualification match                                   | 13:00 |
| 8                                                            | The North (Ethan Page et Josh Alexander) (c) battent Willie Mack        | Handicap match pour les Impact World Tag Team Championships | 10:37 |
| 9                                                            | Tessa Blanchard bat Sami Callihan (c)                                   | Match intersexe pour le Impact World Championship           | 23:49 |
| - (c) – fait référence aux champions participants à un match |                                                                         |                                                             |       |